# Ella Fitzgerald and Billie Holiday at Newport
Ella Fitzgerald and Billie Holiday at Newport es el segundo álbum en vivo grabado por separado por Ella Fitzgerald y Billie Holiday, del 4-6 de julio de 1957 en el Festival de Jazz de Newport.

## Canciones
1. "This Can't Be Love" (Lorenz Hart, Richard Rodgers) – 1:44
2. "I Got It Bad (and That Ain't Good)" (Duke Ellington, Paul Francis Webster) – 4:27
3. "Body and Soul" (Frank Eyton, Johnny Green, Edward Heyman, Robert Sour) – 4:28
4. "Too Close for Comfort" (Jerry Bock, Larry Holofcener, George David Weiss) – 2:30
5. "Lullaby of Birdland" (George Shearing, Weiss) – 2:23
6. "I've Got a Crush on You" (George Gershwin, Ira Gershwin) – 2:26
7. "I'm Gonna Sit Right Down and Write Myself a Letter" (Fred E. Ahlert, Joe Young) – 2:26
8. "April in Paris" (Vernon Duke, Yip Harburg) – 4:02
9. "Air Mail Special" (Charlie Christian, Benny Goodman, Jimmy Mundy) – 4:34
10. "I Can't Give You Anything But Love" (Dorothy Fields, Jimmy McHugh) – 7:00
11. "Nice Work If You Can Get It" (G. Gershwin, I. Gershwin) – 2:39
12. "Willow Weep for Me" (Ann Ronell) – 3:10
13. "My Man" (Jacques Charles, Channing Pollack, Albert Willemetz, Maurice Yvain) – 3:32
14. "Lady Sings the Blues" (Billie Holiday, Herbie Nichols) – 3:02
15. "What a Little Moonlight Can Do" (Harry M. Woods) – 3:19
16. "I'll Remember April" (Gene de Paul, Patricia Johnston, Don Raye) – 2:44
17. "Body and Soul" – 3:34
18. Carmen McRae introduces "Skyliner" – 0:18
19. "Skyliner" (Charlie Barnet) – 2:13
20. Carmen McRae Introduces the Band and "Midnight Sun" – 1:03
21. "Midnight Sun" (Sonny Burke, Lionel Hampton, Johnny Mercer) – 4:12
22. "Our Love is Here to Stay" (G. Gershwin, I. Gershwin) – 3:14
23. "Perdido" (Ervin Drake, Hans J. Lengsfelder, Juan Tizol) – 2:47